# TKB-517突击步枪
TKB-517（俄语：ТКБ-517；，意為：圖拉設計局）是一枝由苏联輕兵器設計師日耳曼·A·科洛波夫為苏联军隊而設計的原型突击步枪，可以全自動射擊，發射7.62×39毫米苏联口徑步枪子彈。

## 概述
在TKB-408與AK的競爭落敗以後，科洛波夫暫停了犢牛式突击步枪的設計，轉而開始設計傳統樣式的TKB-517。
TKB-517的外觀和不完全分解都與AK極為相似，但採用了由美国槍械設計師查爾斯·約翰·佩德森所發明（並由匈牙利人帕·基拉伊所改進）的槓桿延遲反衝作用，稍微降低其後座力並使其更為容易控制。機匣是由沖壓鋼製而槍托、握把和護木則是是由層壓木製。
就像AK系列般，它也有生產出其折疊式槍托型、裝上延長重型槍管與兩腳架所形成輕型支援武器型、甚至彈鏈供彈衍生型。
雖然這支新型步槍比當時現役的AK質量更輕、結構更簡單、更可靠、更準確、成本更低廉、更容易生產和更容易維護，而且在1950年的選型測試中比所有對手表現都好，尤其是連發射擊時的精度和可控性更是明顯勝出。但蘇軍最後還是選擇了AKM，理由是其與原有的AK結構及操作習慣相似，容易換裝。結果，科洛波夫的產品又一次落選了。

## 資料來源
1. ↑  .   [2015-04-18]. （原始内容存档于2018-07-08）.
2. ↑  .   [2015-04-18]. （原始内容存档于2007-03-29）.

- Журнал для спецназа «Братишка» — РУССКИЕ ОРУЖЕЙНИКИ: Опередивший время
- Коробов Герман Александрович（页面存档备份，存于）
- Игорь Боечин, "Неизвестный Коробов", Оружие, 1998/5, pp. 2–10 (this gun on pp. 7–8)

## 外部連結
- （英文）—Modern Firearms—Korobov TKB-517 assault rifle（页面存档备份，存于）
- （英文）—Military elite—Korobov TKB-517（页面存档备份，存于）